# Ciccaba nigrolineata
Ciccaba nigrolineata là một loài chim trong họ Strigidae.